# 중부구 (이스라엘)
중부구(히브리어: מחוז המרכז)는 이스라엘을 구성하는 6개 행정구 가운데 하나로, 샤론평야 대부분을 포함한다. 행정 중심지는 라믈라, 최대 도시는 리숀레지온이며 인구는 2,115,800 명(2016년 기준), 면적은 1,293 km2이다. 중부구 인구 가운데 88%는 유대인이며 8.2%는 아랍인이다.

## 같이 보기
- 이스라엘의 구
- 이스라엘의 도시 목록